# Joachim Christensen
Joachim Navntoft Christensen (* 28. Oktober 1993 in Kopenhagen) ist ein dänischer American-Football-Spieler auf der Position des Centers. Er spielte College Football für die Wagner Seahawks am Wagner College in Staten Island, New York City. In der Saison 2025 steht er bei Nordic Storm in der European League of Football (ELF) unter Vertrag.

## Werdegang
Jugend in Dänemark und High School in Michigan
Christensen begann im Jahr 2008 bei den Avedøre Monarchs im U16-Team mit dem American Football. Im Jahr 2010 ging er für ein Auslandsjahr an die Algonac High School nach Michigan, wo er für die Muskrats aktiv war. Sein dortiger Cheftrainer bescheinigte ihm das Potential, um an einer US-Universität College Football zu spielen. Daher absolvierte er 2011 ein Trainingscamp an der University of Michigan, wurde jedoch nicht rekrutiert. Christensen kehrte nach Dänemark zurück, wo er sich der U19 der Copenhagen Tomahawks anschloss. Nach einem halben Jahr entschloss er sich jedoch zu einem Wechsel zu den Søllerød Gold Diggers, wo er sich aufgrund des dortigen Spielniveaus größere Chancen versprach, sich weiterzuentwickeln. Darüber hinaus nahm er sich mit Dennis Rasmussen einen persönlichen Trainer, der ihm am Performance Gym in Svendborg ein funktionelles Training sowie eine passende Herangehensweise an das Krafttraining anbot.
Erste Saison bei den Herren
In der Saison 2012 war Christensen bereits im Herrenteam der Gold Diggers aktiv und kam sowohl in der National Ligaen als auch international zum Einsatz. Mitte Juli gewann er mit den Gold Diggers als erstes dänisches Team den EFAF Cup. Darüber hinaus stand er im Mermaid Bowl XXIV, dem Finale um die dänische Meisterschaft. Das Spiel ging jedoch mit 29:34 gegen die Triangle Razorbacks verloren. Im Frühjahr 2013 wurde er für das Weltteam ausgewählt, das im IFAF U19 International Bowl in Austin gegen eine US-Auswahl antrat.
Christensen am Wagner College in New York
Bereits im Sommer 2012 absolvierte Christensen weitere Trainingscamps an US-amerikanischen Universitäten. Schließlich verpflichtete er sich für das Wagner College in Staten Island, New York City. Dort nahm er ein Jahr später sein Studium auf und spielte fortan bei den Wagner Seahawks in der Northeast Conference der FCS Division I. In seinen ersten beiden Jahren kam er vorrangig im Junior Varsity Team zum Einsatz, ehe er für die Saison 2015 einen Startplatz im Hauptteam anstrebte. Hierfür wurde er von den anderen Positionen der Offensive Line zum Center umgeschult. So stand er als Center in vier Spielen auf dem Platz, ehe er sich eine Knieverletzung zuzog, die eine Operation notwendig machte.
Rückkehr nach Dänemark
Sowohl die Operation als auch die Rehabilitationsphase durchlief Christensen in Dänemark. In dieser Zeit übernahm er den Trainerposten für die Offensive Line bei den Søllerød Gold Diggers. Zur Saison 2016 setzte er seine aktive Spielerkarriere bei den Gold Diggers fort. Nach einem Jahr entschloss er sich zu einem Wechsel zu den Copenhagen Towers, für die er zudem Aufgaben eines Social-Media-Managers übernahm. Seine beiden Saisons bei den Towers gestalteten sich als überaus erfolgreich. So gewann er sowohl 2017 als auch 2018 den Mermaid Bowl, das Finale um die dänische Meisterschaft. Darüber hinaus wurde er Sieger der IFAF Northern European Football League 2018. Damit qualifizierten sich die Towers für das europäische Superfinale gegen den Sieger der CEFL, doch verloren die Dänen das Spiel gegen die Swarco Raiders Tirol mit 45:20. Christensen wurde zudem nach der Saison 2018 zum Offense Team MVP der Towers ernannt.
Wechsel nach Frankfurt – Von der Universe zur Galaxy
Zur Saison 2019 wechselte Christensen zur Frankfurt Universe in die höchste deutsche Spielklasse, der German Football League (GFL). Christensen betonte dabei, dass das über Jahre anhaltende und aufrichtige Interesse an ihm als Spieler ein wichtiger Faktor bei der Wahl der Universe gewesen sei. Mit der Universe erreichte Christensen das Halbfinale der GFL-Playoffs, welches jedoch deutlich gegen die New Yorker Lions aus Braunschweig verloren ging. Im Frühjahr 2020 nahm Christensen am CFL Global Combine teil. Christensen blieb der Universe auch für die Saison 2020 erhalten, doch wurde die Saison aufgrund der COVID-19-Pandemie abgesagt.
Zur historisch ersten Saison der European League of Football 2021 wurde Christensen von der Frankfurt Galaxy unter Cheftrainer Thomas Kösling verpflichtet. In der regulären Saison kam er in neun Spielen als Starting Center zum Einsatz, ehe er am letzten Spieltag geschont wurde. In der achten Spielwoche Anfang August erkämpfte Christensen gegen die Hamburg Sea Devils nach einem Fumble seines Teamkollegen Marvin Rutsch den Ball zurück. Im Playoffs-Halbfinale gegen die Cologne Centurions wurde er aufgrund eines Holdings zum erst zweiten Mal in der Saison mit einer Strafe belegt. Christensen erreichte mit der Galaxy das erste ELF Championship Game in Düsseldorf, das die Frankfurter mit 32:30 gegen die Hamburg Sea Devils gewannen. Bereits nach Abschluss der regulären Saison wurde er in das ELF All Star Team berufen. Vom Sportmagazin American Football International wurde Christensen zudem zum Jahresende in das AFI’s All-Europe Team 2021 ernannt. Am 6. März 2022 gab Frankfurt Galaxy die Verlängerung mit Christensen um eine weitere Saison bekannt. Christensen startete alle zwölf Spiele als Center und bekam insgesamt drei Strafen ausgesprochen. Mit der Galaxy verpasste er trotz der positiven 8:4-Bilanz die Playoffs. Christensen wurde nach der Saison in das erste ELF All-Star Team gewählt.
2023 bei Rhein Fire
Für die ELF-Saison 2023 unterschrieb Christensen bei Rhein Fire. Mit Rhein Fire gewann er zum zweiten Mal die Meisterschaft der ELF. Nach der Saison beendete Christensen seine Spielerkarriere.
2025 bei Nordic Storm
Zur Saison 2025 kehrt Christensen zurück und spielt für die neu gegründete Franchise Nordic Storm in seiner Heimatstadt Kopenhagen.
Nationalmannschaft
Christensen wurde im Verlaufe seiner Karriere regelmäßig in den dänischen Nationalkader berufen und fungierte zuletzt als Mannschaftskapitän. Sein erstes Großereignis stellte die American-Football-Europameisterschaft der Junioren 2011 in Sevilla statt, wo er als Center zum Einsatz kam und das Spiel um Platz 5 gegen die Spanier gewann. Von 2012 an gehörte Christensen zum Kader des Herren-Nationalteams. Aufgrund seines bevorstehenden Wechsels an das Wagner College nahm Christensen an den Qualifikationsspielen im Sommer 2013 für die American-Football-Europameisterschaft 2014 nicht teil. Beim Hauptturnier in Österreich kam er hingegen wieder zum Einsatz und beendete es auf dem sechsten Rang. Als Rechter Guard wurde Christensen bei der American-Football-Europameisterschaft 2018 eingesetzt. Die Dänen schlossen das Turnier erneut als Sechste ab. Bei der Qualifikation zur American-Football-Europameisterschaft 2021 war Christensen Starting Left Guard, verpasste allerdings mit den Dänen nach einem Sieg gegen die Niederlande sowie einer Niederlage gegen Finnland die Endrunde.

## Privates
Christensens Spitzname ist „Jokke“. Er wuchs in Brøndby auf. Christensen besuchte ab 2010 ein Jahr lang die Algonac High School im St. Clair County in Michigan, ehe er bis 2013 auf das Nørre Gymnasium in Kopenhagen ging. Am Wagner College studierte er den Bachelor of Business Administration. Nach seinem Aufenthalt in den Vereinigten Staaten studierte Christensen zudem an der Universität Roskilde den Bachelor-Studiengang Kommunikation und kulturelle Begegnungen.
Joachim Christensens Vater Palle Christensen ist General Manager der Nordic Storm, dem ELF-Team aus Kopenhagen, welches 2025 neu in die ELF startet.